# John Joseph Dempsey

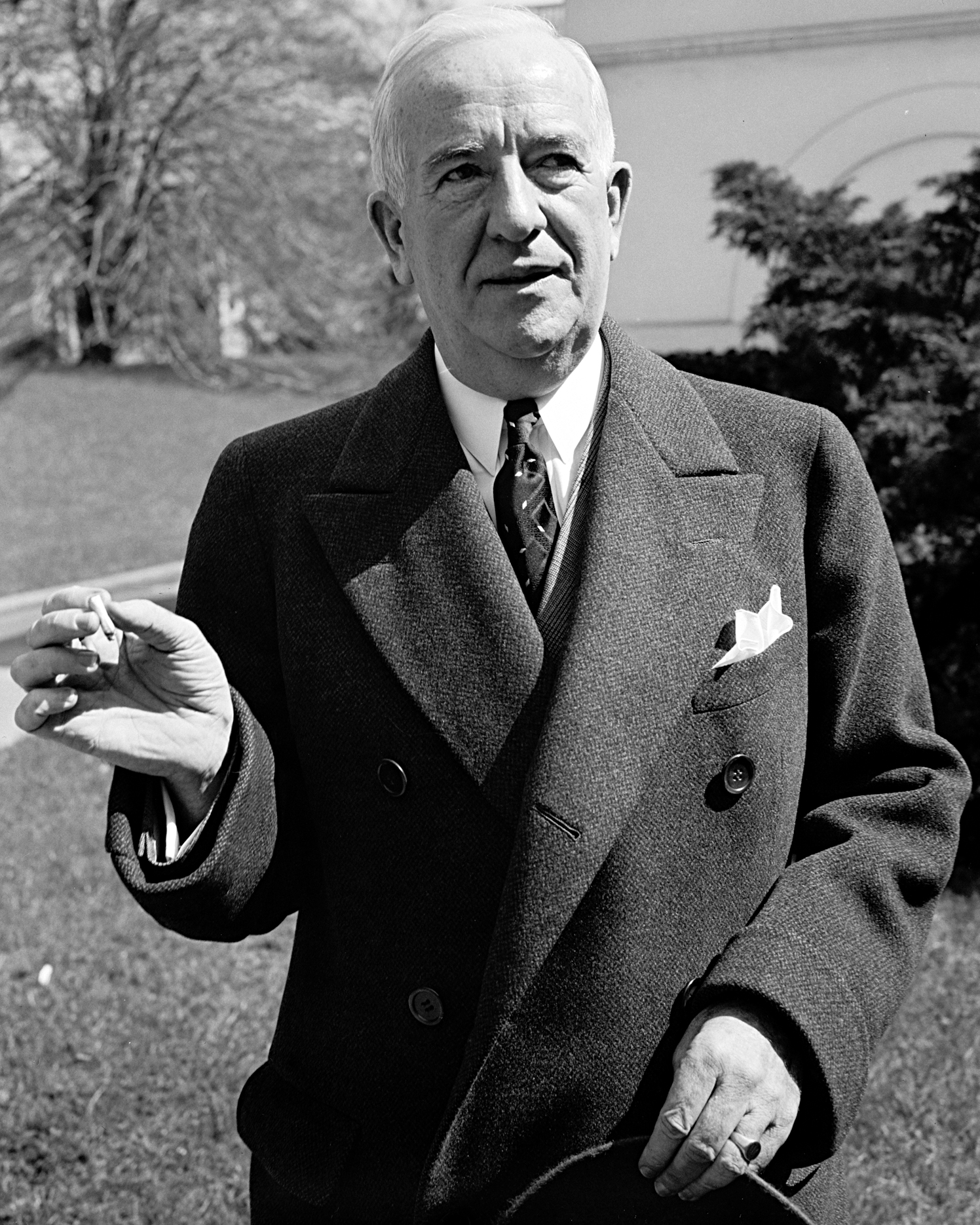
John Joseph Dempsey (1939)

John Joseph Dempsey (* 22. Juni 1879 in White Haven, Luzerne County, Pennsylvania; † 11. März 1958 in Washington, D.C.) war ein US-amerikanischer Politiker und von 1943 bis 1947 der 13. Gouverneur von New Mexico. Diesen Bundesstaat vertrat er außerdem zweimal im US-Repräsentantenhaus.

## Frühe Jahre und politischer Aufstieg
John Dempsey besuchte die örtlichen Schulen in seiner Heimat in Pennsylvania. Nach der Schule arbeitete er zunächst bei einem Telegrafenamt. Danach machte er einen schnellen Aufstieg in der Geschäftswelt. Er arbeitete unter anderem für die Brooklyn Union Elevator Company und war bis 1919 Vizepräsident der Brooklyn Rapid Transit Company. Seit 1919 war er in Oklahoma im Ölgeschäft tätig. Im Jahr 1920 zog er nach Santa Fe in New Mexico. Auch dort engagierte er sich im Ölgeschäft. Im Jahr 1928 wurde er Präsident der United States Asphalt Company.
1932 wurde er in den Verwaltungsrat der University of New Mexico berufen. Im Jahr 1933 wurde er für New Mexico Leiter des Wiederaufbauprogramms im Rahmen der New-Deal-Politik von Präsident Franklin D. Roosevelt. Zwischen 1935 und 1941 vertrat Dempsey seinen Staat als Demokrat im US-Repräsentantenhaus. Im Jahr 1940 kandidierte er erfolglos für einen Sitz im US-Senat. 1941 wurde er in die Marinekommission der Bundesregierung berufen und zwischen 1941 und 1942 war er Staatssekretär im US-Innenministerium. Am 3. November 1942 wurde er mit 55:45 Prozent der Stimmen gegen den Republikaner Joseph F. Tondre zum neuen Gouverneur seines Staates gewählt.

## Gouverneur von New Mexico
John Dempsey trat sein neues Amt am 1. Januar 1943 an. Nach einer Wiederwahl im Jahr 1944 konnte er es bis zum 1. Januar 1947 ausüben. Das bekannteste Ereignis aus seiner Amtszeit waren die Atombombenversuche der Bundesregierung in der Nähe von Alamogordo. Zu Beginn seiner Amtszeit war der Zweite Weltkrieg noch in vollem Gange und der Gouverneur unterstützte und erfüllte die Anforderungen der Bundesregierung zur Unterstützung der Kriegsanstrengungen. Nach dem Ende des Krieges musste die Wirtschaft wieder auf den zivilen Bedarf zurückgefahren werden und die heimkehrenden Soldaten mussten wieder in die Gesellschaft eingegliedert werden. Während seiner Amtszeit florierte die Wirtschaft in New Mexico.

## Weiterer Lebenslauf
Auch nach dem Ende seiner Gouverneurszeit blieb Dempsey politisch aktiv. Im Jahr 1946 bewarb er sich noch einmal erfolglos um einen Sitz im US-Senat. Dafür wurde er erneut ins Repräsentantenhaus gewählt. Dort war er zwischen 1951 und seinem Tod im Jahr 1958 für seinen Heimatstaat New Mexico tätig. John Dempsey war zweimal verheiratet und hatte insgesamt drei Kinder.